# スワジ人
スワジ人（スワジ語:Swati、英語: Swazi）は、南部アフリカの民族である。

## 概要
バンツー語群に属し、スワジ語を使う。エスワティニより南アフリカ共和国に多く居住している。